# Géromont (Malmedy)
Géromont (Waals: Djeråmont) is een dorp in Bévercé, een deelgemeente van de Waalse stad Malmedy in de Belgische provincie Luik. Het ligt ruim 2,5 kilometer ten zuidoosten van het stadscentrum van Malmedy. Een honderdtal meter ten westen ligt het gehuchtje Gohimont; een halve kilometer ten zuiden en hiermee vergroeid door lintbebouwing ligt het gehucht Baugnez.

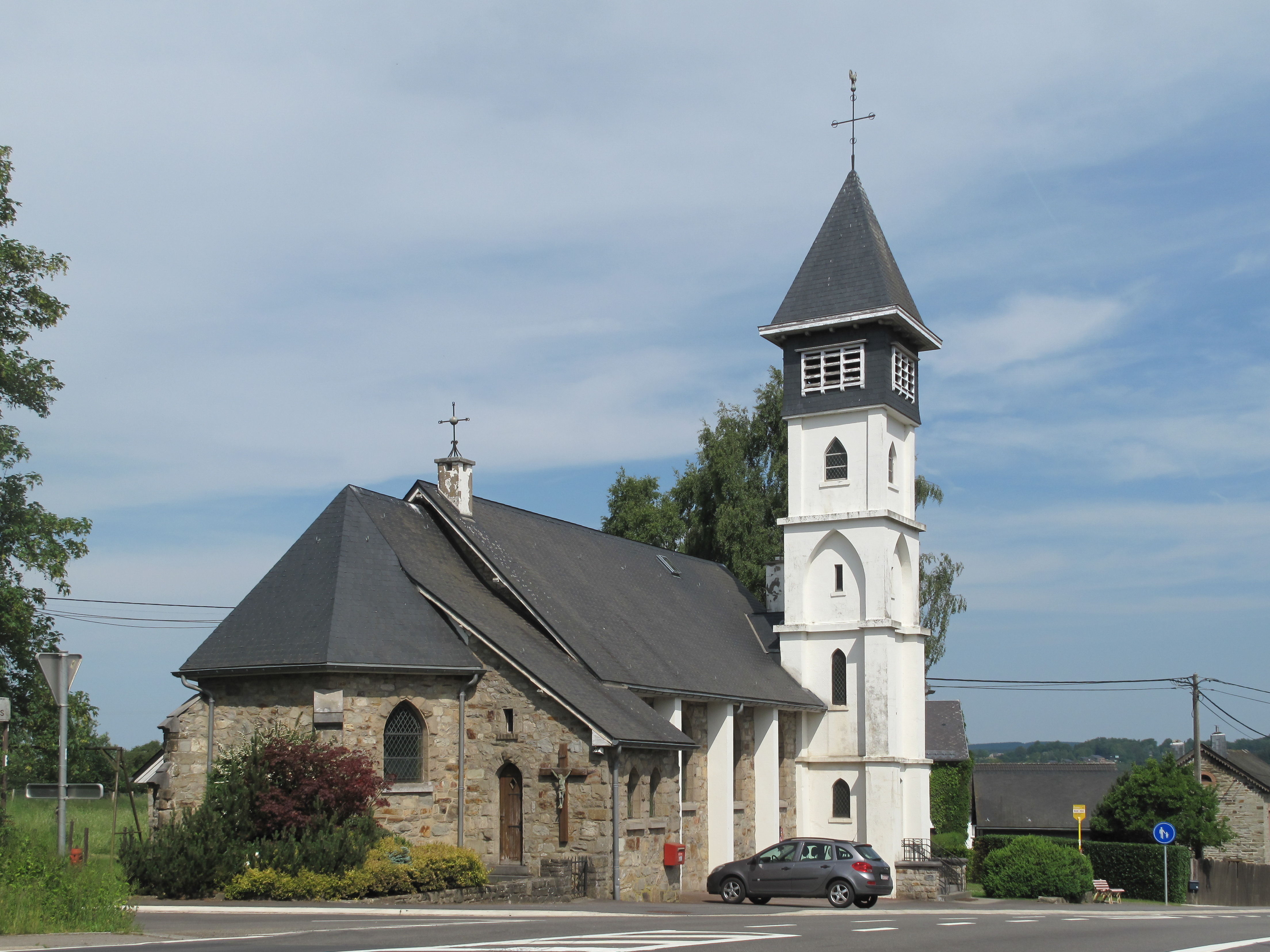
Chapelle Saint-Henri

## Geschiedenis
Op de Ferrariskaart uit de jaren 1770 is het plaatsje weergegeven als het gehuchtej Ieroment, met net ten westen het gehuchtje Gohtmont.
Op het eind van de 18de eeuw behoorde het gebied tijdens de Franse bezetting tot het departement Ourthe, en daarna behoorde de plaats bij Malmedy in de Pruisische Rijnprovincie. Géromont werd met verschillende andere landelijke dorpen en gehuchten rond Malmedy in 1887 ondergebracht in de Landgemeinde Géromont, en werd net als Burnenville en Xhoffraix een van de drie secties van de nieuwe gemeente (Bürgermeisterei) Bévercé. Tot Géromont hoorden toen de plaatsjes Arimont, Ferme d'Arimont, Bagatelle, Baugnez, Difflot, Fanges de Baugnez, Bellevue, Boussire, Chôdes, Floriheid, G'doumont, Géromont, Gohimont, Édomont, Macampagne, Préaix en Vinbomot.
Na de Eerste Wereldoorlog werd de gemeente Bévercé met Géromont als deel van de Oostkantons bij België gevoegd.
Bij de gemeentelijke herindelingen werd in 1977 de gemeente Bévercé opgeheven en werd Géromont bij Malmedy gevoegd.

## Bezienswaardigheden
- De Chapelle Saint-Henri

## Verkeer en vervoer
Door Géromont loopt de gewestweg N62 van Malmedy naar Sankt Vith.
Deelgemeenten: Bellevaux-Ligneuville · Bévercé · Malmedy

Overige kernen: Arimont · Baugnez · Bellevaux · Bernister · Boussire · Burnenville · Chevofosse · Chôdes · Cligneval · Difflot · Falize · Floriheid · G'doûmont · Géromont · Gohimont · Hédomont · Lamonriville · Lasnenville · Ligneuville · Longfaye · Macampagne · Mé · Meiz · Mont · Otaimont · Planche · Pont · Préaix · Reculémont · Ronxhy · Warche · Winbomont · Xhoffraix · Xhurdebise

Belgische gemeenten · arrondissement Verviers · provincie Luik · Wallonië